# Golden retriever
Pour les articles homonymes, voir Golden.
Le golden retriever ou simplement golden est une race de chien de Grande-Bretagne. Sélectionné comme chien de rapport, le golden retriever est une race très populaire depuis les années 1990. Il s'agit d'un chien de taille moyenne possédant une robe à poil long, de couleur crème à doré foncé.
C'est un chien de chasse spécialisé dans le rapport du gibier d'eau comme tous les retrievers. Il est doué d'un excellent nez et est un très bon nageur.
Il est parfois incorrectement confondu avec le Retriever à poil plat de robe noire.
Le golden retriever est le chien idéal pour les débutants. Il convient à la plupart des activités, comme l'agilité, le sauvetage, le dressage et les concours de beauté. Chien de famille par excellence, il est réputé pour son caractère jovial, doux et accommodant. En général, il est conseillé de le promener pendant 30 minutes par jour, en plus d'une sortie d'au moins 1h30 chaque semaine.
Sa nomenclature de race est : Groupe 8 – Section 1 – n°111.

## Historique
Les origines du golden retriever sont controversées. La race pourrait être issue d'un groupe de chiens du Caucase apparentés au Leonberg, ramenés en Grande-Bretagne ou achetés en 1858 à un cirque russe par le futur Lord Tweedmouth. Plus officiellement, en 1868, Lord Tweedmouth croise un wavy coated jaune à une femelle tweed water spaniel. Lors de la sélection d'autres races comme le setter irlandais et le chien de Saint-John sont probablement intervenues. Il est un cousin lointain du Colley et du Berger des Shetland en allant vers le setter irlandais. Le Flat Coated Retriever ferait également partie de ses ancêtres.
Le golden retriever est montré en exposition canine pour la première fois en 1909. Le nom, signifiant en anglais « rapporteur doré », fait référence à la couleur de son poil ou, plus exactement du poil de couverture qui prend l'apparence de fils d'or ou de blanc à la lumière. Cette race, enregistrée en Angleterre en 1913, a été développée pour servir de chien rapporteur, plus particulièrement pour de la chasse au gibier d'eau. La race a été reconnue en 1931 comme pure race en Angleterre,.
En France, les premiers sujets sont importés en 1925, mais l'élevage ne démarre qu'après la Seconde Guerre mondiale et depuis les années 1990, le golden retriever est une race populaire.
Les naissances de goldens sont montées en flèche pour passer de 7 347 en 2004, à plus de 10 000 en 2017. En 2022, les naissances ont dépassé les 14 000.
Au Canada, le Golden retriever était la 2e race de chien la plus populaire entre 2015 et 2020, selon le club canin canadien.

## Description

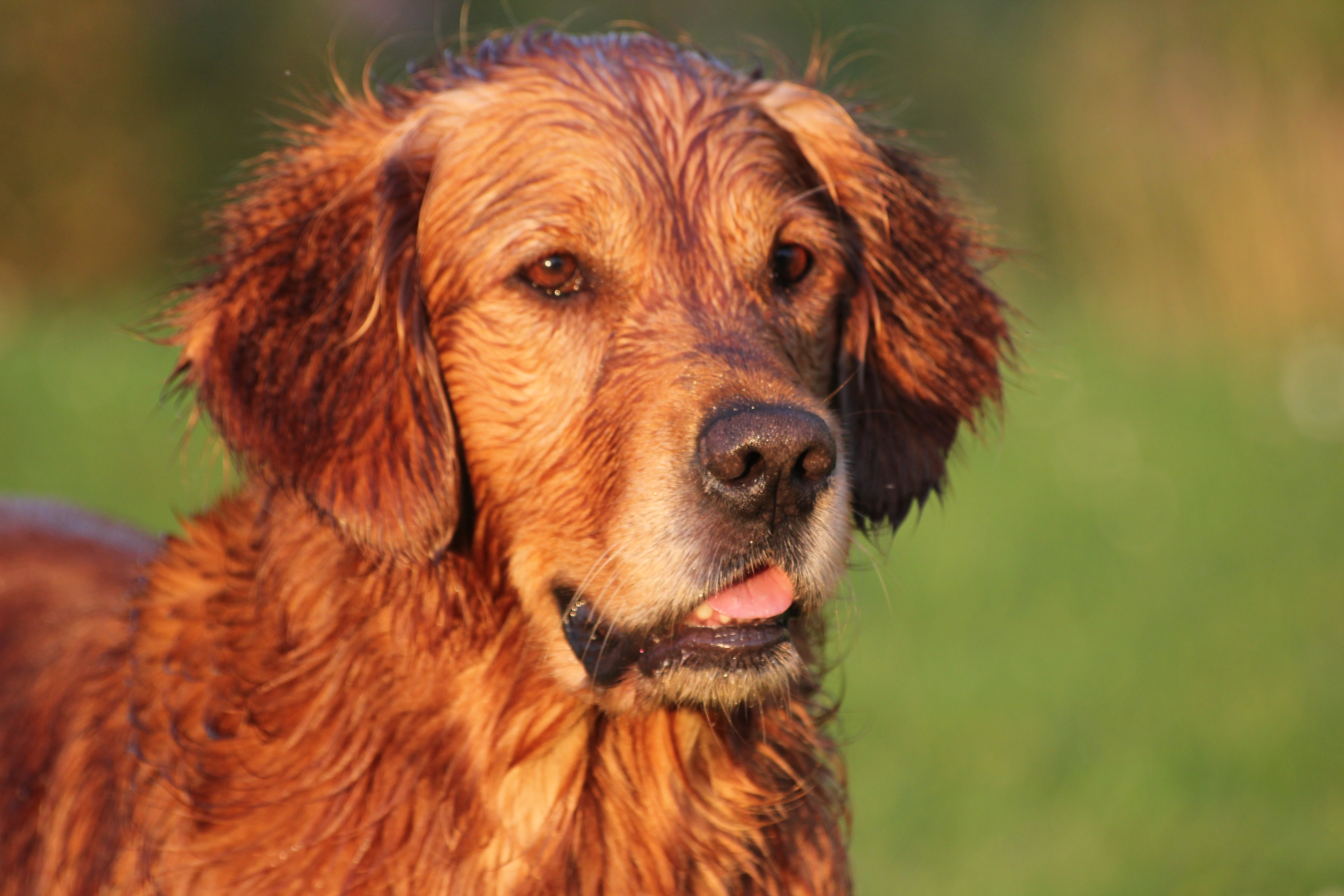
Traits du visage.

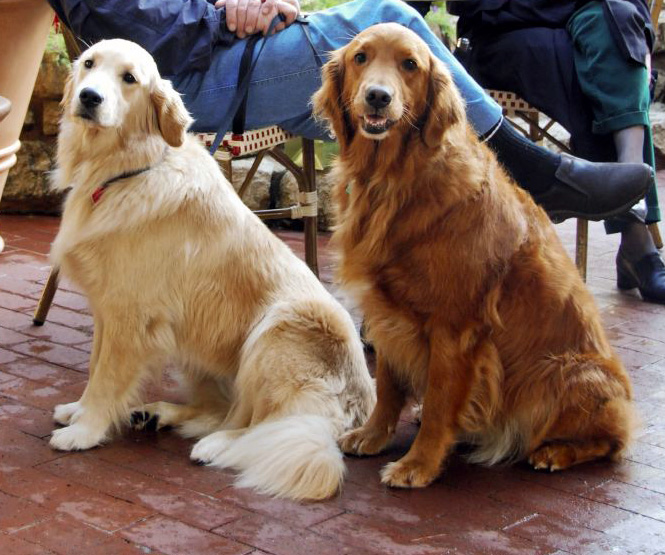
Différences de couleurs de pelage.

### Apparence
Le Golden Retriever est une race de chien de taille moyenne, solidement construite. Selon le standard de la race du Kennel Club, les mâles mesurent de 56 à 61 centimètres (22 à 24 pouces) et les femelles de 51 à 56 centimètres (20 à 22 pouces). Des spécimens adultes en bonne santé pèsent généralement entre 25 et 34 kilogrammes (55 et 75 lb).
Le Golden Retriever a une tête large avec un stop bien défini, des yeux foncés bien écartés, une mâchoire large et puissante, un grand nez noir, des babines légèrement tombantes et pigmentées de foncé, et des oreilles de taille modérée placées haut et pendantes avec un léger pli. Le cou est musclé et assez long avec une peau lâche, les épaules sont bien inclinées et longues, et le corps est profond au niveau de la poitrine avec des côtes bien cintrées.r Le dos est généralement droit du garrot à la croupe et la longue queue droite est généralement portée à plat, à peu près alignée avec le dos.r Les pattes avant sont droites avec de bons os, les pattes arrière sont puissantes avec des genoux bien fléchis et des cuisses musclées, et les pieds sont semblables à ceux d'un chat.r
Le double pelage est une caractéristique reconnaissable et frappante: le pelage externe est long, plat ou ondulé et présente une bonne frange sur les pattes avant, tandis que le sous-poil est dense et offre une résistance aux intempéries.r Le pelage peut être de n'importe quelle nuance de crème, jaune ou or; le pelage devient généralement plus clair avec l'âge.r Le standard de race du Kennel Club interdit les pelages rouges ou acajou, mais quelques poils blancs sur la poitrine sont autorisés.r À l'origine, seuls les spécimens de couleur jaune ou dorée étaient autorisés, ce qui excluait de nombreux chiens de couleur crème exceptionnels; pour surmonter cela, en 1936, le standard du Kennel Club a été modifié pour inclure la couleur crème.r La couleur crème, qui de nos jours peut être presque blanche, est devenue la couleur dominante et est particulièrement appréciée par les exposants de concours de conformité.r Les Golden Retrievers élevés pour les concours de conformité ont tendance à avoir des pelages plus longs et plus fins que ceux élevés pour travailler comme chiens de chasse.
Le standard de race du Kennel Club est accepté par tous les clubs canins du monde sauf ceux du Canada et des États-Unis.r Les standards de race en Amérique du Nord exigent un chien légèrement plus grand et la couleur crème n'est pas autoriséer.

### Tempérament
Le Golden Retriever est considéré comme une race de chien intelligente, douce et très affectueuse. Comme c'est typique des races de retriever, la race est généralement calme et docile, étant très facile à dresser et extrêmement désireuse de faire plaisir à son maître.r La race est connue pour être d'excellents animaux de compagnie et chiens de famille, étant généralement très tolérants avec les enfants et désireux d'accompagner n'importe quel membre de la famille dans une variété d'activités,,. En raison de leur nature affable, la race est souvent complètement dépourvue d'instincts de garde.r Cependant, il y a également eu des rapports sur certains Golden Retrievers très agressifs dans certaines lignées. Il a été suggéré que ces variations d'agression sont en partie causées par des facteurs génétiques,.
La race conserve généralement de nombreux traits et instincts de chien de chasse, dont un excellent sens de l'odorat et un fort instinct de rapport; même parmi ceux qui ne sont pas formés comme chiens de chasse, il est typique pour les Golden Retrievers de présenter à leurs propriétaires des jouets ou d'autres objets. Comparé à d'autres races de retrievers, le Golden Retriever est généralement assez lent à mûrir.r

## Santé
Les Goldens ont besoin de beaucoup d'exercice mais ils peuvent aussi s'épanouir en appartement car ce sont des chiens très proches de leurs maîtres dont ils n'aiment pas être séparés. Leurs oreilles sont fragiles et doivent être lavées très régulièrement afin qu'ils n'attrapent pas d'otite dont un premier symptôme est le rougissement ou brunissement de l'intérieur de l'oreille, avant d'autres complications.
Ils sont également sujets aux maladies de peau (dermites, allergies…). La dysplasie est courante et peut affecter également le coude et pas seulement la hanche.
Comme n'importe quel chien, il peut également souffrir d'autres maladies et de sa faiblesse de plus en plus courante au niveau du foie.
Des tendances à certaines maladies ont toutefois été remarquées : la leptospirose, l'ostéochondrose, et certaines tares oculaires, comme la cataracte juvénile, ou encore l'atrophie progressive de la rétine (APR), qui peuvent conduire toutes deux à la cécité.

## Utilité

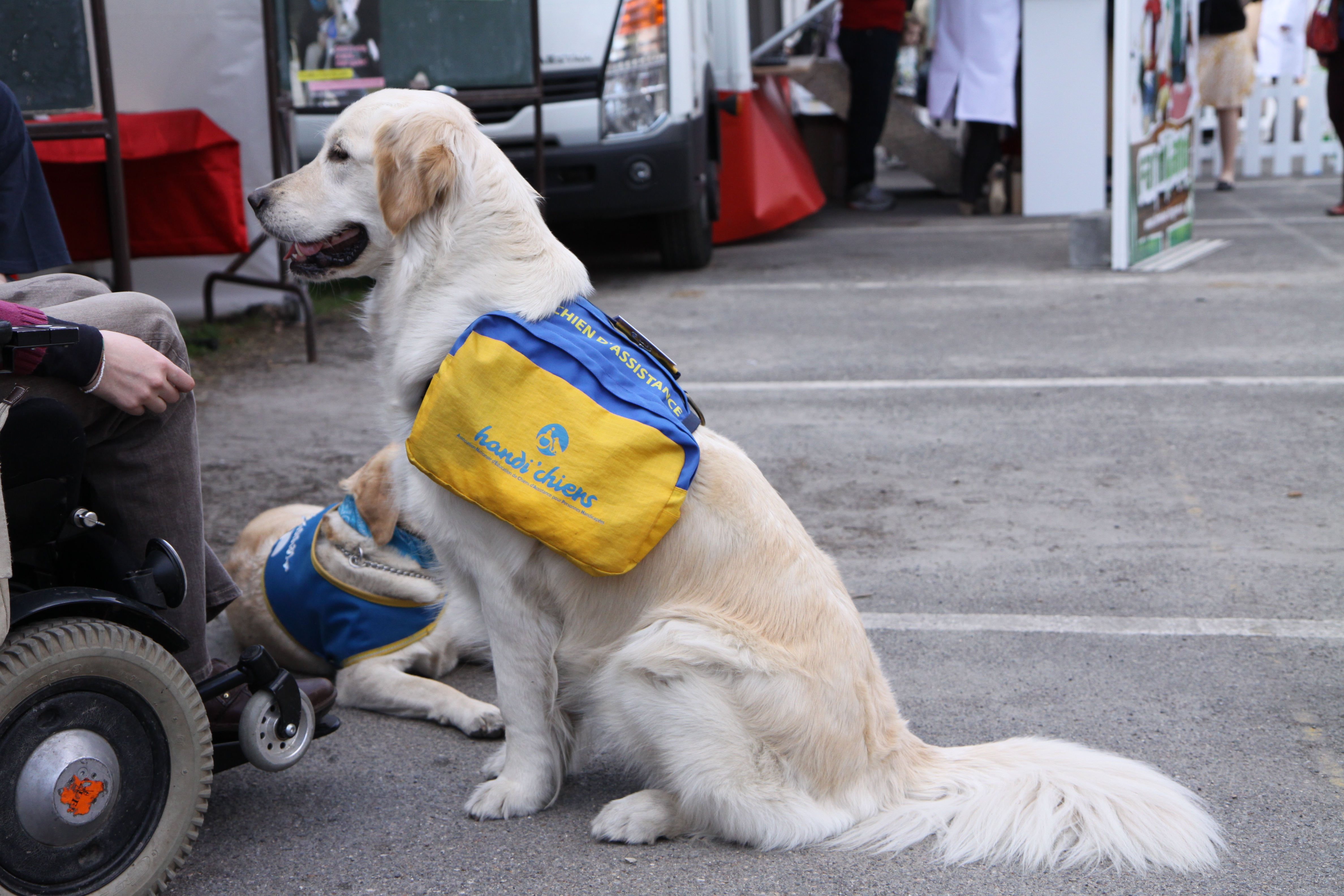
Le golden retriever peut servir de chien d'assistance pour les personnes handicapées.

Avec le labrador, le golden retriever est utilisé comme chien d'assistance aux personnes à mobilité réduite, mais aussi comme chien d'éveil pour les personnes autistes ou avec troubles apparentés, tels que la trisomie et le polyhandicap. En France, ces deux races sont principalement sélectionnées par l'association Handi'chiens grâce à leur caractère calme, leur sociabilité, leur instinct de rapport d'objets et apportent un soutien moral et affectif aux personnes en situation de handicap ainsi qu'une grande autonomie.

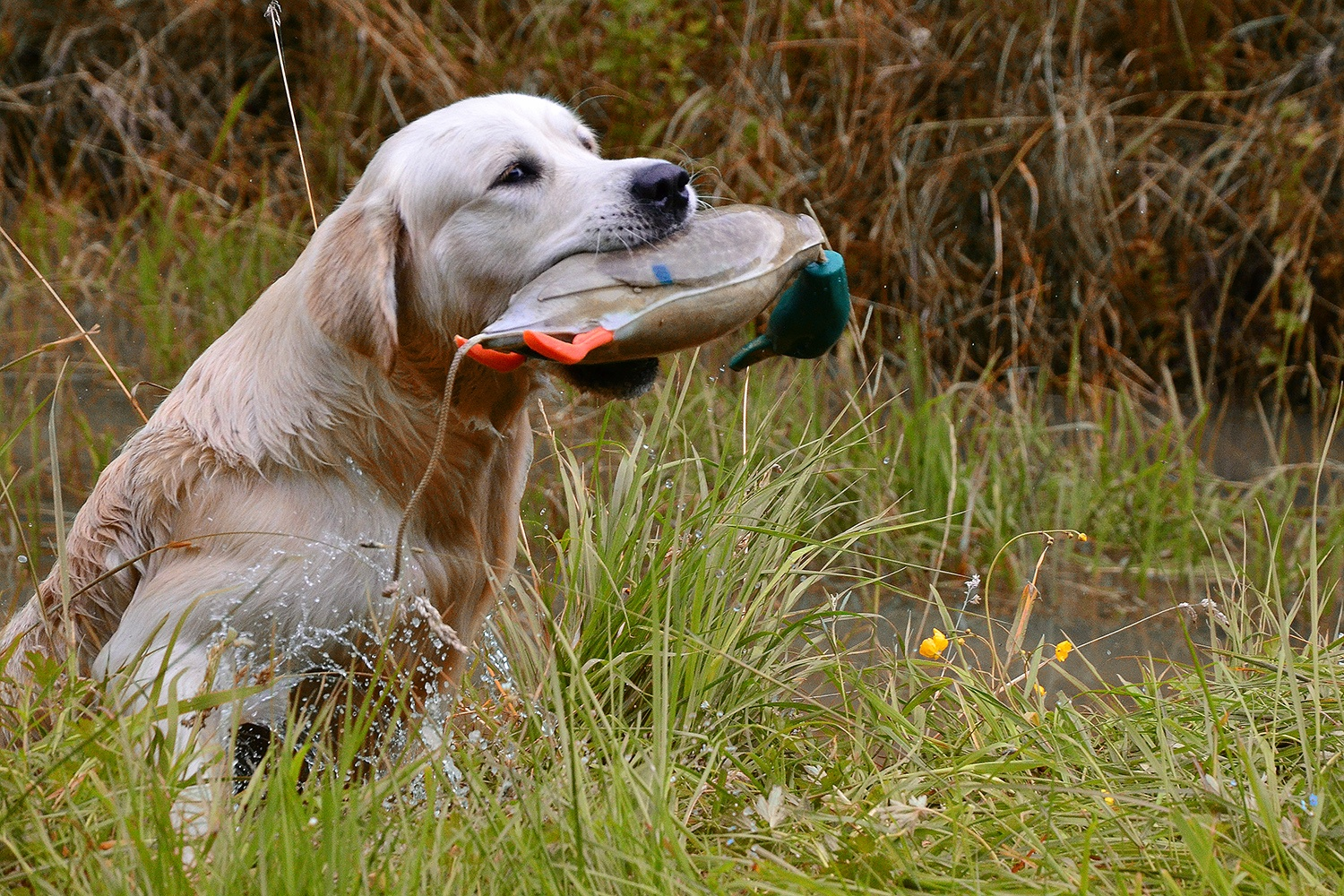
Le golden retriever est un chien de rapport.

Le golden retriever est un chien de service utilisé dans des fonctions d'aide ou de support à son maître. C'est pourquoi il est souvent utilisé comme chien guide, voire d'aide aux personnes souffrant de handicaps divers (sourds, voire hémiplégiques). De par son odorat très développé, il est également dressé pour la recherche de personnes ensevelies dans des décombres, ou encore, d'explosifs ou de drogue.
Ce sont des chiens sensibles et d'allure avenante qui établissent un contact facile et constructif avec les personnes qui les entourent, ce qui fait d'eux des chiens qui trouvent leur place dans les hôpitaux ou les centres d'hébergement pour personnes âgées, par exemple.

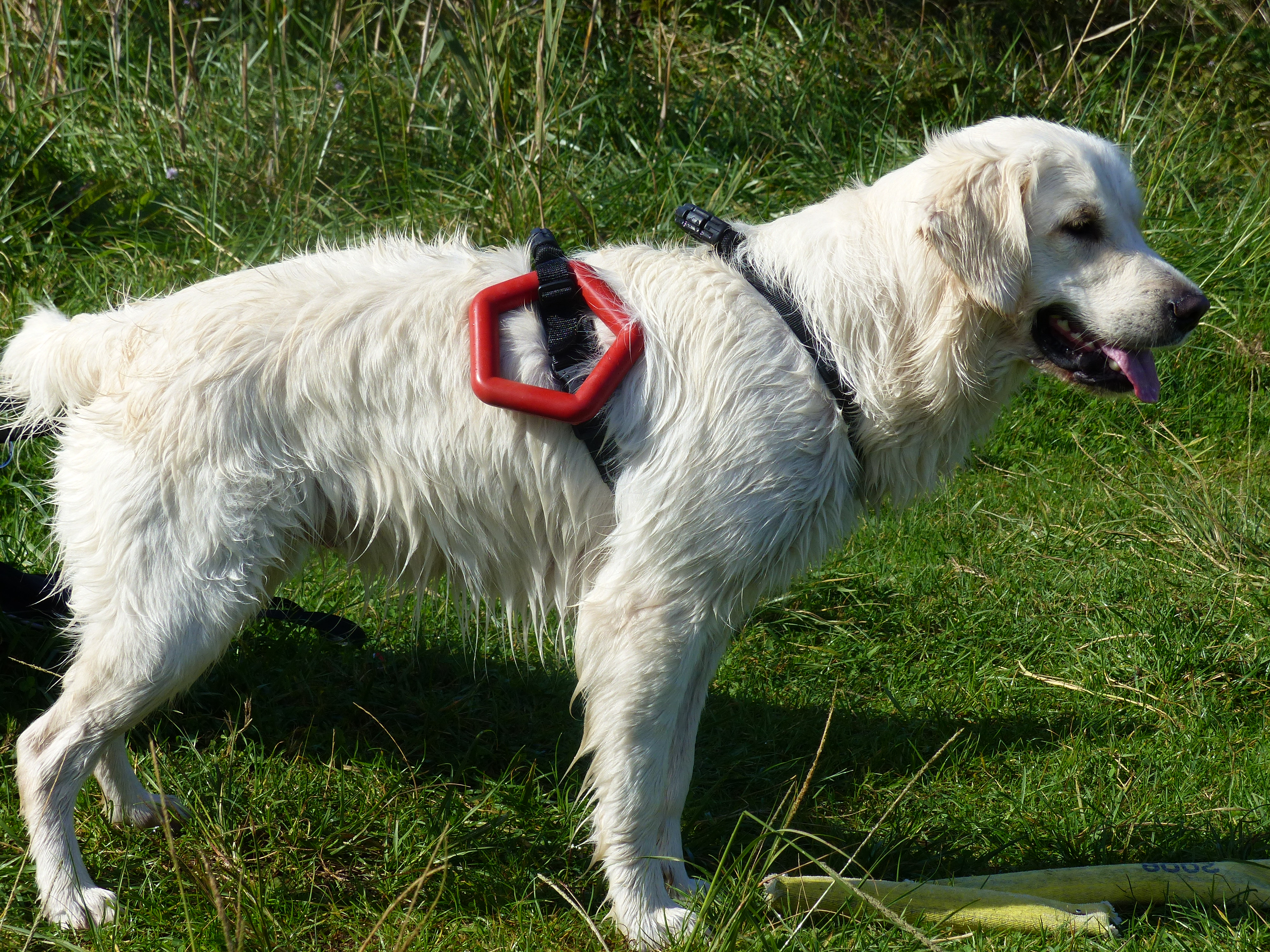
Golden retriever équipé de son harnais de travail à l'eau.

Le golden retriever fait également partie des chiens de sauvetage à l'eau (avec le Terre-neuve, le Landseer, tous les retrievers, le Leonberg, le Berger polonais de Podhale, l'Hovawart, les bouviers suisses et tous les chiens d'eau du 8e groupe, le Terrier noir russe, et le Saint-Bernard).

## Élevage

### Croissance
Le golden retriever atteint sa taille maximale vers un an et demi et son poids maximal après deux ans. Généralement très claire à la naissance, la robe fonce d'année en année. La couleur des oreilles et du fouet du chiot présagent la teinte plus ou moins foncée de son apparence plus tard.

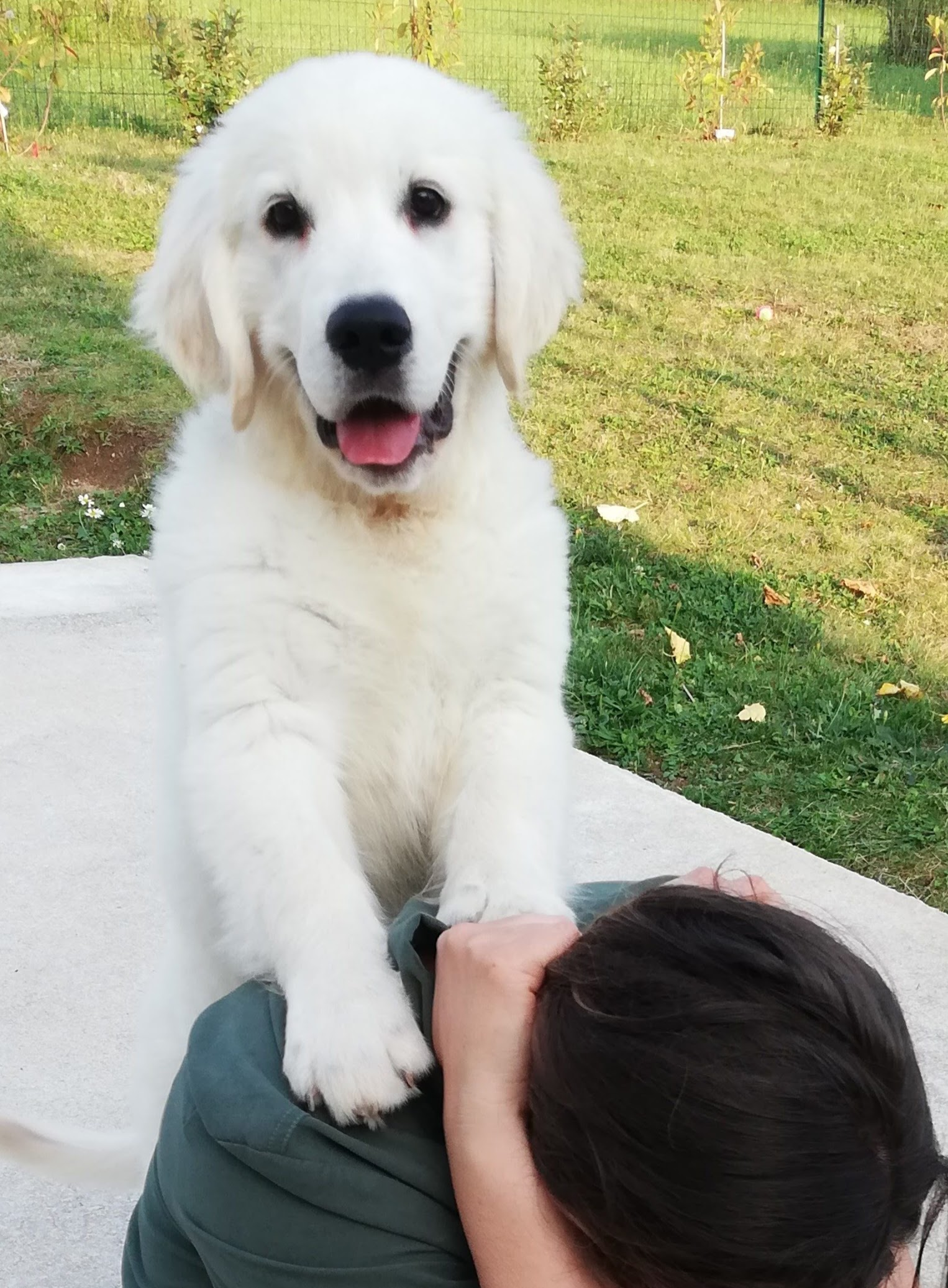
Golden Retriever à 3 mois.

De leur développement plutôt lent (adultes vers 18 mois), ils acquièrent une intelligence particulière et une grande faculté d'apprentissage. Exubérant les premières années, leur caractère ne se stabilise que vers deux à quatre ans.

### Espérance de vie
Le golden retriever vit en moyenne de 12 à 14 ans, 10 à 13 ans selon d'autres sources. Cette estimation est cependant assez controversée, suivant les sources certains golden retrievers auraient allègrement vécu jusqu'à 16 ou 17 ans. Le golden retriever, à la différence d'autres chiens, connaît généralement une fin de vie assez brève (c'est-à-dire en assez bonne condition jusqu'aux derniers mois de vie).

### Alimentation

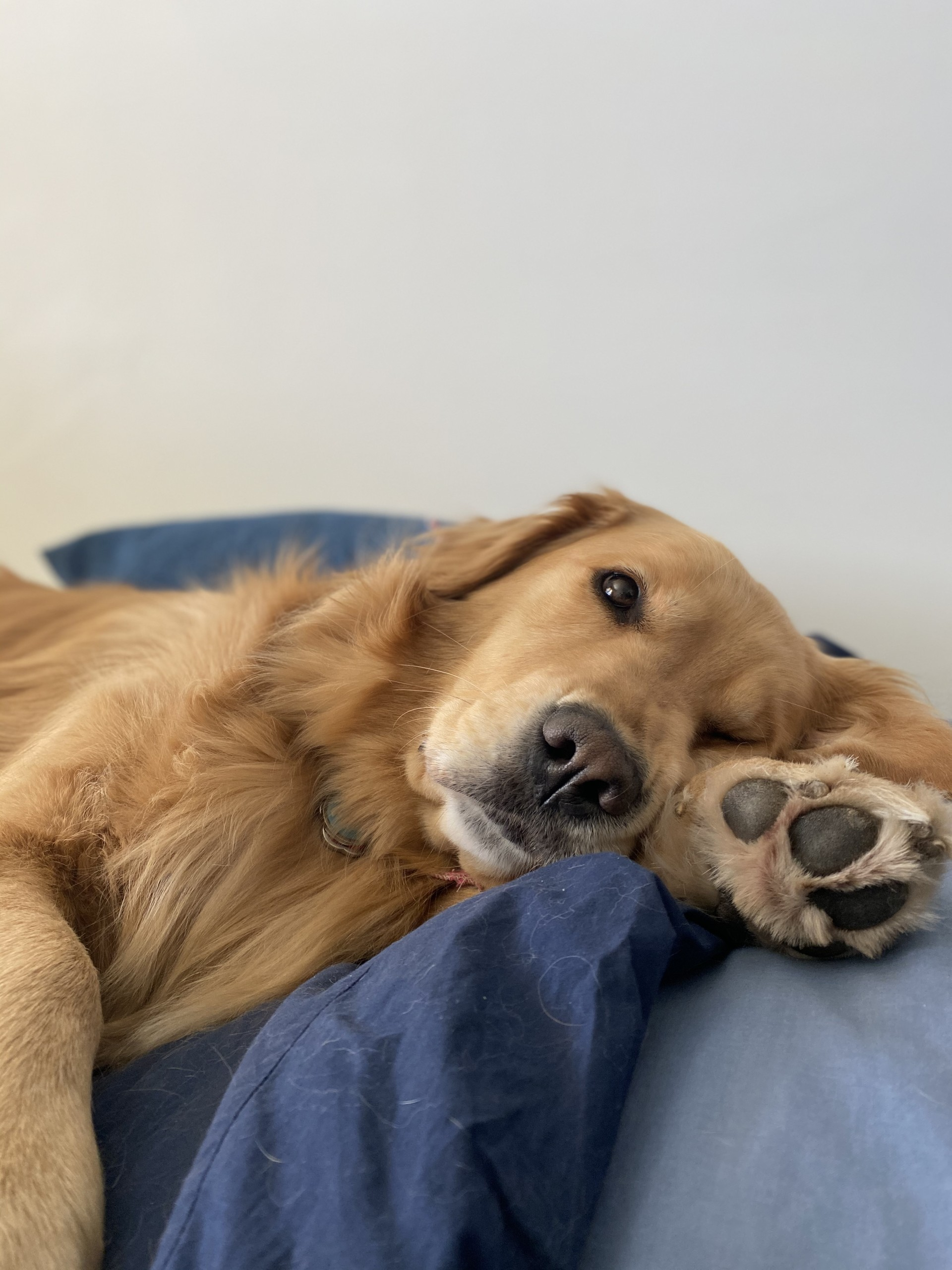
Golden Retriever à 4 ans.

Le golden retriever, comme son cousin labrador, manifeste des problèmes récurrents d'embonpoint. Il est essentiel d'adapter son régime alimentaire à ses habitudes de vie. Des éleveurs pourront ainsi conseiller des rations quotidiennes (à diviser en deux repas), constituées de 350 grammes de viande (blanche), de 250 grammes de glucides , et de 250 grammes de légumes cuits ; mais la plupart préconiseront les aliments secs, tel que les habituelles croquettes sèches.

## Liens avec d'autres races
Le golden retriever ne doit pas être confondu avec le labrador retriever dont il diffère par son caractère plus indépendant. Le golden retriever, le labrador retriever et le retriever à poil plat (Flat-coated) sont trois races distinctes faisant partie de la même famille : les retrievers.

## Golden retriever célèbres au cinéma
- Shadow, dans le film L'Incroyable Voyage et L'Incroyable Voyage II : À San Francisco
- Buddy, dans le film Air Bud : Buddy star des paniers
- Shelby, le chien de Clark dans Smallville
- Roxy, le chien guide de Carlos Solis (saison 4) dans Desperate Housewives[réf. nécessaire].
- Astuce Noire, le célèbre chien dans Blanquefort & Compagnie.
- Patapouf, Rosabelle, Boubou, Bandit, Bouddha, B-Dawg et Craspouët héros des spin-off de la franchise Air Bud comme dans le film Cinq Toutous prêts à tout sont des golden Retrievers et chiots de Buddy et Molly[29]
- Reggie, chien de Tom Selleck dans la série des Jesse Stone
- Enzo dans le film Dans les yeux d'Enzo
- Picasso dans la série Les 100
- Comet dans la série La Fête à la maison
- Bailey dans les films Mes vies de chien et Mes autres vies de chien
- Mr. Peanutbutter dans la série BoJack Horseman
- Brinkley dans le film You've Got Mail[30]